# Lycostomus platypterus
Lycostomus platypterus is een keversoort uit de familie netschildkevers (Lycidae). De wetenschappelijke naam van de soort werd in 1884 gepubliceerd door Jules Bourgeois.